# جامع مصطفى باشا

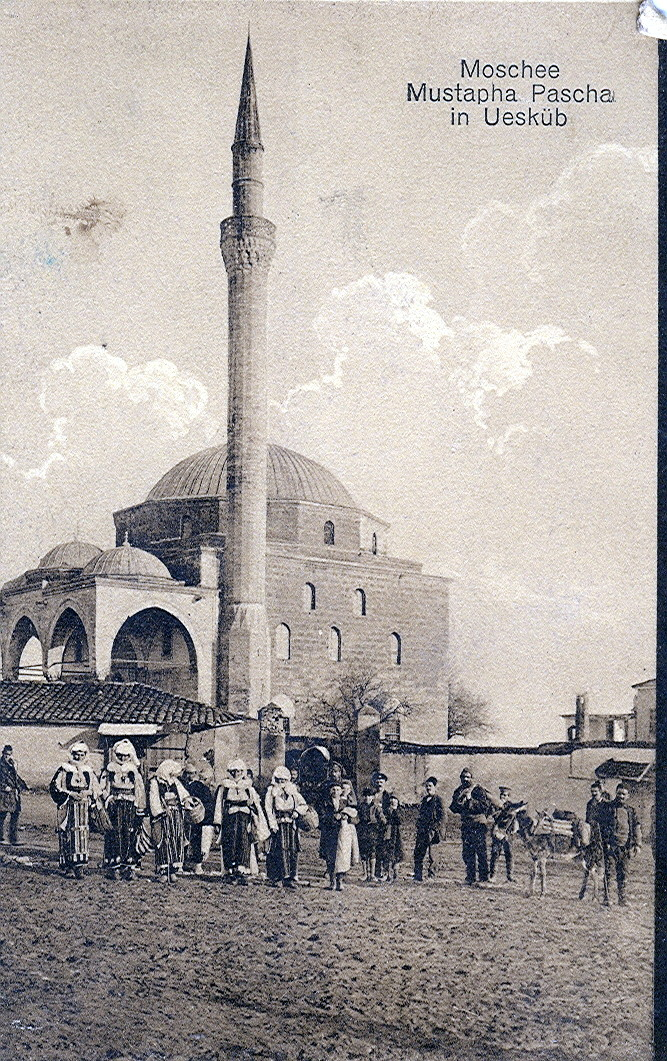
صورة تاريخية لجامع مصطفى باشا

جامع مصطفى باشا (بالمقدونية: Мустафа-пашина џамија)‏؛ (بالألبانية: Xhamia e Mustafa Pashës)‏؛ (بالتركية: Mustafa Paşa Camii)‏ هو مسجد عثماني يقع في بازار سكوبي القديم، مقدونيا.

## التاريخ
يقف الهيكل على هضبة فوق البازار القديم، الذي بناه مصطفى باشا، الوزير في بلاط السلطان سليم الأول عام 1492. المسجد سليم إلى حد كبير عن حالته الأصلية، ولم تتم أي إضافات على مر السنين. دفنت جثة ابنة مصطفى باشا في التربة بجوار المسجد. المسجد به حديقة ورود.
تم الانتهاء من تجديد المسجد لمدة خمس سنوات، بتمويل من الحكومة التركية، في أغسطس 2011.